# Temnosira shatalkini
Temnosira shatalkini är en tvåvingeart som beskrevs av Ozerov 1993. Temnosira shatalkini ingår i släktet Temnosira och familjen prickflugor. Inga underarter finns listade i Catalogue of Life.